# Carl Slättne
Carl Slättne, född 23 september 1937 i Kristianstad, död 22 augusti 2015 i Hässleholm, var en svensk experiment- och dokumentärfilmare.
Carl Slättne växte upp i en jordbrukarfamilj på gården Slättäng utanför Kristianstad. Han påbörjade naturvetenskapliga studier vid Lunds universitet, men övergick 1963 till Sveriges Radios nystartade redigerarutbildning i Stockholm. Han var mellan 1968 och 1982 producent vid Sveriges Television och därefter frilansfilmare. 
Han utvecklade under 1970-talet den politiska dokumentärfilmen i Sverige. Flertalet av hans filmer var samtidshistoriska och aktuellt politiska, bland annat kritiska granskningar av den svenska välfärdsstaten utifrån ett individualistiskt vänsterperspektiv.
Carl Slättne bodde och arbetade först i Hästveda och därefter i Hässleholm från början av 1980-talet. Han var gift med, och arbetade tillsammans med, Karin Slättne (född 1942).

## Filmer i urval
- Serien Från socialism till ökad jämlikhet, 1970-71, åtta delar, om den svenska arbetarrörelsens historia (tillsammans med Hans O. Sjöström)
- Göinge jaktscener,  1981
- Marknadsgyckel, 1981
- Babylon - Råttans tidevarv, 1983
- Smörgåsbordet, 1984
- Urskogen eller Kulturen!, 1985
- Den avvisade skattebetalaren, 1985 (ingår i 1985. Vad hände katten i råttans år?)
- Ett ögonblick av glömska, 1987
- Några bilder bara i väntan på mörkret, Rasten, 1989
- Några bilder bara i väntan på mörkret, 1989